# Aérodrome de Ua Pou
L'aérodrome de Ua Pou (code IATA : UAP • code OACI : NTMP) est situé à 11 km du village de Hakahau sur l'île de Ua Pou dans l'archipel des Marquises en Polynésie française. 

## Caractéristiques

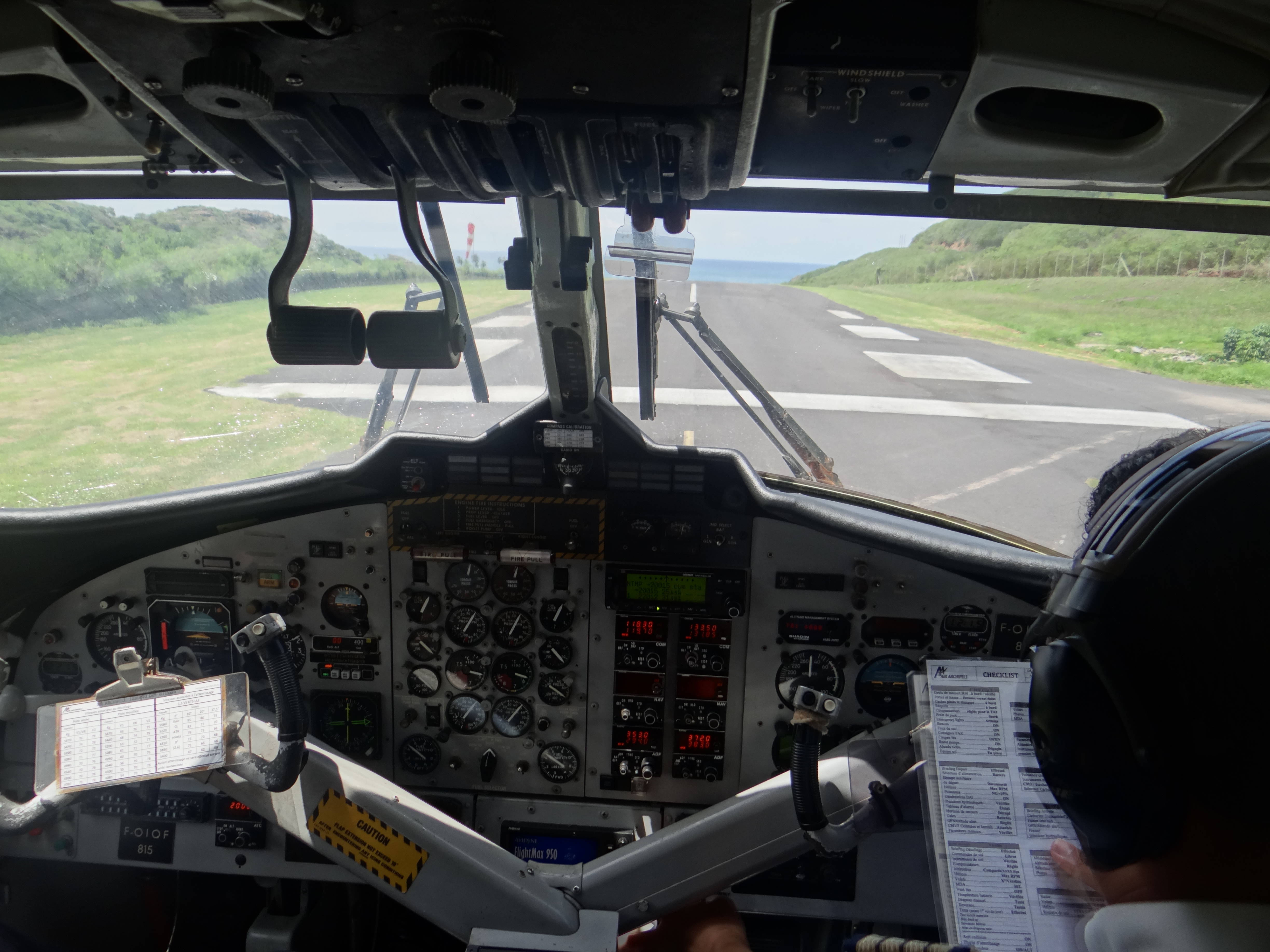
Au décollage de Ua Pou, la piste descend vers la mer et le pilote n'en voit pas l'extrémité.

L'aérodrome de Ua Pou est très particulier car, bien qu'étant au bord de la mer, il est considéré comme un altiport,. En effet, sa piste étroite est en pente, et les avions ne se posent qu'en venant de la mer, et décollent vers la mer, quel que soit le vent dominant.
La piste ne mesure que 846 m sur 18 m de large, pour 30 m de dénivelé.

## Historique

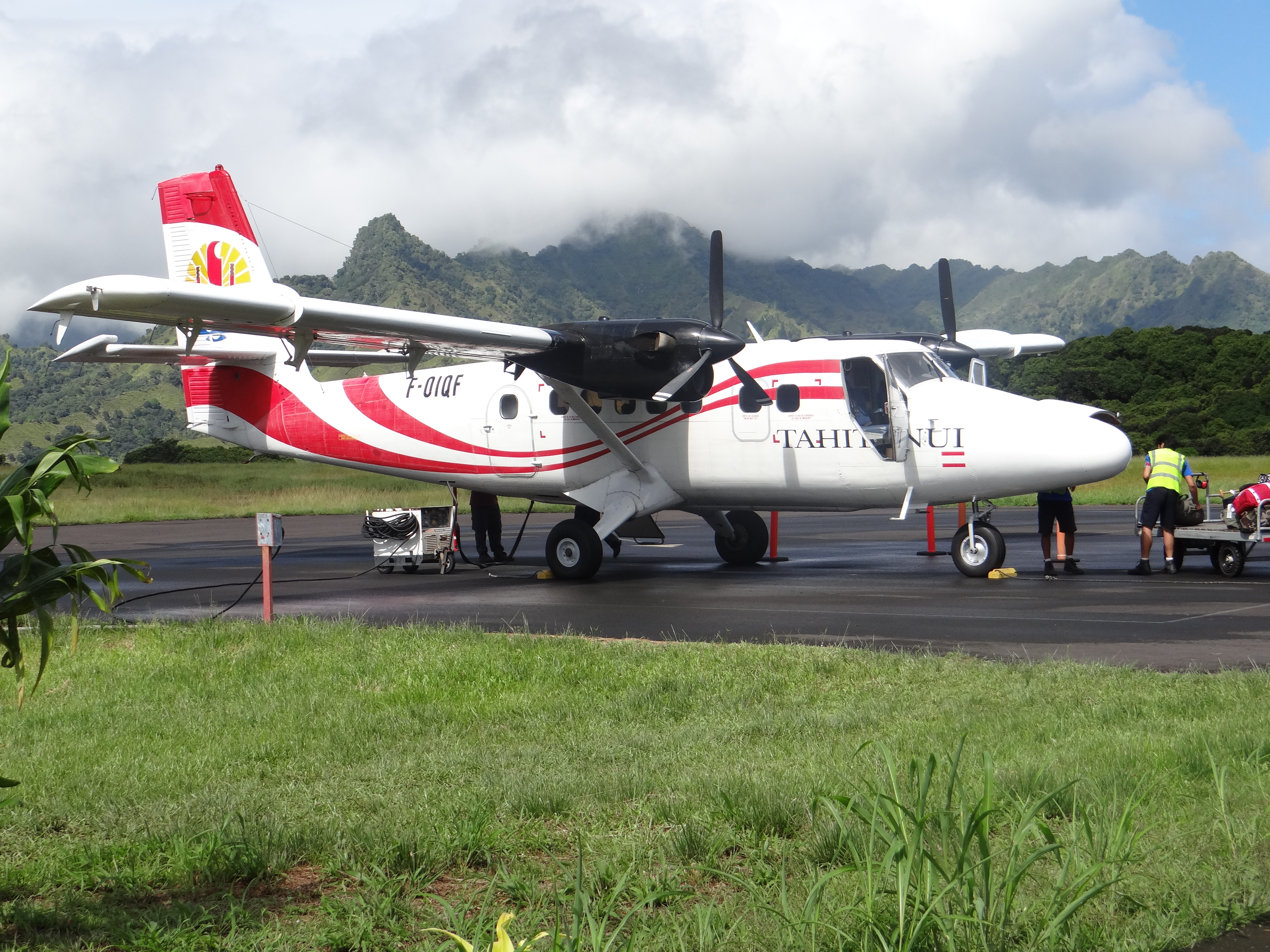
Twin Otter du gouvernement de Polynésie française, opéré par Air Tahiti, pour la desserte de Ua Pou.

En juillet 2004, le Twin Otter d'Air Tahiti a fait une sortie de piste à cause d'un fort vent de travers. Il y a eu un blessé à la main, à la suite du bris de l'hélice qui a traversé la carlingue.

## Situation
| Nengo-Nengo Marutea-Sud Nukutepipi Ahe Anaa Apataki Arutua Hiva Oa Bora-Bora Tahiti-Fa'a'ā Faaite Fakarava Fangatau Hao Fakahina Hikueru Huahine Kaukura Katiu Kauehi Makemo Manihi Mataiva Maupiti Moorea Napuka Niau Nuku Hiva Nukutavake Puka-Puka Pukarua Raiatea Raivavae Rangiroa Raroia Reao Rimatara Rurutu Takapoto Takaroa Takume Tatakoto Tikehau Totegegie Tubuai Tureia Ua Huka Ua Pou Vahitahi |

## Dessertes
L'aérodrome est desservi par Air Tahiti qui pour ce seul aéroport opère un Twin Otter appartenant au gouvernement de Polynésie française (et non un de ses propres aéronefs). Cet avion ne fait que la ligne Hiva Oa - Ua Pou - Nuku Hiva, mettant ainsi l'île de Ua Pou en relation avec le reste de la Polynésie car des correspondances par ATR 72 sont  assurées à Hiva Oa et Nuku Hiva, en particulier vers Tahiti. Les fréquences de desserte sont les suivantes (programme d'hiver 2015) :
- une fois par jour (sauf jeudi) vers Papeete en correspondance ;
- une fois par jour (sauf jeudi) vers Hiva Oa ;
- une fois par jour (sauf jeudi) vers Nuku Hiva ;
- quatre fois par semaine vers Ua Huka .

## Statistiques
L'histogramme ci-dessous présente les données de fréquentation de l'aérodrome de Ua Pou.
Pour des raisons techniques, il est temporairement impossible d'afficher le graphique qui aurait dû être présenté ici.

Voir la requête brute et les sources sur Wikidata.